# Aldao (Castellanos)
Aldao is een plaats in het Argentijnse bestuurlijke gebied Castellanos in de provincie Santa Fe. De plaats telt 1611 inwoners.